# Бейсбол в США
Бейсбол в Соединённых Штатах — один из самых популярных видов спорта как по числу играющих, так и по количеству зрителей. Самый высокий уровень бейсбола в США — Главная лига бейсбола, объединяющая две основные профессиональные бесйбольные лиги — Американскую и Национальную. Мировая серия Главной лиги бейсбола является кульминацией сезона для этого вида спорта, которая наступает каждый октябрь. В ней участвуют победители обеих, определяя главную команду сезона в плей-офф до четырёх побед.
Поскольку бейсбол развился на Северо-востоке США более 150 лет назад, в этом регионе играли и следили за ним дольше, чем в других.
Обширная система младших лиг бейсбола охватывает большинство городов среднего размера в Соединённых Штатах. Бейсбольные команды младших лиг организованы в виде шестиуровневой иерархии, в которой высшие команды (AAA) находятся в крупных городах, в которых нет команды Главной лиги, но часто есть основная команда в другом виде спорта, и каждый уровень занимает постепенно меньшие города. Самые низкие уровни профессионального бейсбола служат в первую очередь для развития самых неопытных в этом виде спорта.
Существуют также независимые бейсбольные лиги, которые не контролируются Главной лигой бейсбола и находится за пределами системы младших лиг, связанных с ней. Наиболее известной независимой лигой является Атлантическая, команды которой располагаются в основном в пригородных районах, которые не подходят для собственных команд младших лиг высокого уровня. За пределами младших лиг существуют коллегиальные летние бейсбольные, в которых играют команды городов слишком маленьких для того, чтобы содержать профессиональные команды. Летний бейсбол — соревнования любительских команд, в котором участвуют игроки, не берущие плату за игру, чтобы сохранить право играть за студенческие команды. На самом низком уровне организованной бейсбольной системы находится взрослый любительский бейсбол (также известный как «таунбол»), в который обычно играют только по выходным.

## Главная лига бейсбола
Главная лига бейсбола (MLB) — профессиональная бейсбольная организация, которая является старейшей из четырёх основных профессиональных спортивных лиг в США и Канаде, фактически старейшей профессиональной спортивной лигой в мире. В настоящее время в Американской (AL) и Национальной (NL) лигах играют в общей сложности 30 команд, по 15 команд в каждой лиге. NL и AL действовали как отдельные юридические лица с 1876 и 1901 годов соответственно. С 1903 года обе тесно сотрудничали, оставаясь при этом юридически отдельными лицами, и только в 2000 году они объединились в единую организацию, возглавляемую Комиссаром по бейсболу. Организация также курирует лиги младшие лиги бейсбола, в которые входят около 240 команд, связанных с клубами Главной лиги, а вместе со Всемирной конфедерацией бейсбола и софтбола MLB проводит международный турнир Мировая классика бейсбола.
Первая профессиональная бейсбольная команда была основана в Цинциннати в 1869 году. Первые несколько десятилетий профессионального бейсбола характеризовались соперничеством между лигами и игроками, которые часто переходили из одной команды или лиги в другую. Период до 1920 года в бейсболе был известен как «эпоха мёртвого мяча» (англ. dead-ball era); в это время игроки редко совершают хоумраны. Бейсбол пережил заговор с целью фальсифицировать результаты Мировой серии 1919 года, который стал известен как скандал «Блэк Сокс». Популярность бейсбола возросла в 1920-х годах и пережила Великой депрессии и Второй мировой войны. В 1947 году Джеки Робинсон стал первым темнокожим игроком в Главной лиге бейсбола, тем самым завершив период времени, когда чернокожие бейсболисты были вынуждены выступать только в негритянских лигах.
Нью-Йорк для многих любителей бейсбола является синонимом «Нью-Йорк Янкис» и их логотипа. «Янки» известны как команда многих великих бейсболистов и выиграла больше титулов, чем любая другая крупная профессиональная команда США. Город также принимал две другие очень популярные бейсбольные команды Национальной лиги, «Нью-Йорк Джайентс» и «Бруклин Доджерс», до их переезда в Калифорнию в 1958 году. Главные соперники «Янкис», «Бостон Ред Сокс», пользуются огромной популярностью в Бостоне и по всей Новой Англии. Ожесточённое соперничество в Национальной лиге между бывшими «Бруклин Доджерс» и «Нью-Йорк Джайентс» было перенесено на Западное побережье, когда команды стали «Лос-Анджелес Доджерс» и «Сан-Франциско Джайентс», а Калифорния всегда была среди штатов США, которые поставляли больше всего игроков в высшие лиги. «Филадельфия Филлис», основанные в 1883 году, являются старейшей непрерывной франшизой с одним названием и одним городом во всём профессиональном американском спорте. Поклонники «Филлис» известны своей яростной поддержкой своей команды, заслужив репутацию «самых злобных фанатов Америки» (англ. Meanest Fans in America). Большой популярностью пользуются «Чикаго Кабс» и «Чикаго Уайт Сокс», несмотря на относительное отсутствие успеха у команд в их истории.
1950-е и 1960-е были временем расширения для AL и NL. В 1970-х и 1980-х годах новые стадионы и площадки с искусственным покрытием начали менять игру. В 1990-е годы в игре преобладали хоум-раны, а в середине 2000-х в СМИ начали обсуждать использование анаболических стероидов игроками Главной лиги. В 2006 году в результате расследования был подготовлен отчет Митчелла, в котором говорилось о причастности к употреблению допинга многих игроков, по крайней мере по одному от каждой команды.
Сегодня Главная лига бейсбола состоит из тридцати команд: двадцати девяти в США и одной в Канаде. Команды проводят за сезон 162 игры, и пять команд в каждой лиге проходят в плей-офф МЛБ из четырёх раундов, кульминацией которого является Мировая серия, серия из семи матчей между двумя чемпионами обеих лиг, которая проводится с 1903 года. Игры MLB транслируются повсюду в Северной Америке и в ряде других стран мира по телевидению, радио и в Интернете. У MLB самая высокая сезонная посещаемость среди всех спортивных лиг мира: в 2013 году её матчи посетило более 74 миллионов зрителей, а в 2019 году посещаемость составила почти 68,5 млн человек (28 199 зрителей на игру).

## Младшие лиги бейсбола
Младшие бейсбольные лиги — система профессиональных бейсбольных лиг в Северной и Южной Америке, которые соревнуются на уровнях ниже Главной бейсбольной лиги (MLB) и предоставляют возможности для развития игроков и их подготовки к высшей лиге. Все младшие лиги действуют как независимые предприятия. Большинство из них являются членами зонтичной организации, известной как Младшая бейсбольная лига (англ. Minor League Baseball, MiLB) и которая действует под руководством комиссара по бейсболу.
За исключением Мексиканской лиги, команды младших лиг напрямую связаны с одной из команд Главной лиги через стандартизированный контракт на развитие игроков (англ. Player Development Contract, PDC), хотя как правило, им не принадлежат и управляются независимо. Эти лиги также носят прозвища «фермерская система», «фермерские клубы» или «фермерские команды» из-за шутки, распространённой среди игроков Главной лиги в 1930-х годах, мол, команды в маленьких городках «выращивали игроков на ферме, как кукурузу».
По состоянию на 2018 год команды младших бейсбольных лиг разделена на классы AAA, AA, High-A, A, Short-Season A, Rookie-Advanced и Rookie. У большинства команд Главной лиги есть команды как минимум шести из этих семи уровней.
Команды MLB и MiLB могут заключить PDC на двух- или четырёхлетний срок. По истечении срока действия PDC команды могут возобновить договор или подписать новые PDC с другими клубами, хотя часто отношения между клубами сохраняются в течение длительных периодов времени. Например, «Омаха Сторм Чейсерс» (ранее «Омаха Роялс») являются фарм-клубом «Канзас-Сити Роялс» с 1969 года, с момента основания. В то же время «Коламбус Сторм Чейсерс» 28 лет, с 1979 по 2006, были связаны с «Нью-Йорк Янкис», но в 2007 году заключили PDC с «Вашингтон Нэшионалс», а с 2009 года сотрудничают с «Кливленд Индианс».
Ряд команд младших лиг напрямую принадлежат их родительским клубам MLB, например, «Спрингфилд Кардиналс» принадлежат «Сент-Луис Кардиналс», а «Атланта Брэйвз» владеет пятью фарм-клубами разного класса. Команды младших лиг, которые принадлежат непосредственно клубу MLB, не имеют PDC с ними и не участвуют в перетасовках повторного присоединения, которые происходят раз в два года.
Особая младшая лига — межсезонная Осенняя лига Аризоны, игры которой проходят осенью. Хотя она и действует вне системы MiLB, но принадлежит и управляется MLB; команды обычно назначают потенциальных клиентов из классов AAA и AA шести командам лиги.
Начиная с сезона 2021 года, количество младших лиг, связанных с MLB на протяжении всего сезона, было сокращено до 11, в общей сложности 120 команд в США и Канаде (по четыре на каждую из 30 франшиз MLB). Есть также две дочерние лиги новичков, с 34 командами, базирующимися на весенних тренировочных комплексах родительских клубов в Аризоне и Флориде, и одна дочерняя лига новичков в Доминиканской Республике c 49 командами, а также 48 клубов четырёх партнёрских лиг.

## Независимые лиги
Помимо младших лиг в Соединённых Штатах и Канаде также существуют независимые бейсбольные лиги, которые не контролируется Главной лигой бейсбола и не входит в число связанных с ней бейсбольных клубов младших лиг. Всего действует восемь независимых лиг, из которых четыре являются партнёрами MiLB, объединяющие 76 клубов.
В основном команды независимых лиг размещаются в пригородах, в которых отсутствуют собственные бейсбольные команды младших лиг. Большинство таких независимых лиг работают с уровнем талантов, сравнимым со средним и нижним уровнями системы младших лиг; Атлантическая лига, которая действует в основном в Северо-восточный мегалополис, стремится быть сопоставимой по уровню игры с младшими лигами более высокого уровня.
Первыми независимыми лигами стала Северная и Пограничная, созданные в 1993 году. Успех Северной лиги проложил путь для других независимых лиг. Независимые лиги процветают главным образом в северо-восточных штатах, многочисленное население которых может поддерживать несколько франшиз. Поскольку на них не распространяются территориальные ограничения, налагаемые на аффилированные команды младших лиги, клубы независимых лиг могут размещаться как можно ближе к аффилированным командам (и друг к другу) по своему усмотрению. Например, город Ланкастер не может иметь команду из-за своей близости к клубам MiLB «Гаррисберг Сенаторс» и «Рединг Файтин Филс», поэтому местная команда «Ланкастер Барнстормерс» выбрала Атлантическую лигу. Другим примером является Нью-Йоркская агломерация, где есть сразу пять команд независимых лиг.

## Студенческий бейсбол
По сравнению с американским футболом и баскетболом студенческие соревнования в Соединённых Штатах играют меньшую роль в развитии профессиональных игроков, поскольку в бейсболе более, чем в футболе или баскетболе распространён переход непосредственно из школьных команд на профессиональный уровень. Однако, если бейсболист поступает в четырёхлетний колледж, ои должен проучиться там три года, чтобы восстановить право на участие, если только им не исполнится 21 год до начала третьего года обучения. Игроки, поступающие в младшие колледжи (то есть двухгодичные учебные заведения), восстанавливают право на участие после одного года на этом уровне, ярким примером является Брайс Харпер. В 2022 году в США насчитывалось 299 команд бейсбольного Дивизиона I NCAA, из них 64 команды принимают участие в первом раунде чемпионата дивизиона, также известный как College World Series (CWS). В сезоне 2019/2020 годов 1702 колледжа имели свои бейсбольные команды, за которые играли 61 211 человек.
Как и в большинстве других видах студенческого спорта в США бейсбольные соревнования среди колледжей проводится под эгидой Национальной ассоциации студенческого спорта (NCAA) или Национальной ассоциации межвузовского спорта (NAIA). NCAA пишет правила игры, а каждый санкционирующий орган контролирует турниры, завершающие сезон. Финальные раунды турниров NCAA известны как Мировая серия колледжей; по одному проводится на каждом из трех уровней соревнований, санкционированных NCAA. Мировая серия колледжей для Дивизиона I проходит в Омахе (штат Небраска) в июне после регулярного сезона. В сетку плей-офф Дивизиона I входят 64 команды, по четыре команды играют на каждой из 16 региональных площадок (в формате «дабл элиминейшн»). 16 победителей проходят в суперрегиональные соревнования на восьми площадках, сыграв лицом к лицу в серии до трех побед. Затем восемь победителей переходят в Мировую серию колледжей, турнир с двойным выбыванием (фактически две отдельные сетки с четырьмя командами), чтобы определить двух национальных финалистов. Финалисты играют в серии до трех побед, чтобы определить национального чемпиона Дивизиона I.
Игроки, стремящиеся к профессиональной карьере в бейсболе после окончания колледжа, обычно продолжают играть в студенческий летний бейсбол в летние месяцы после окончания каждого сезона в колледже. Существуют десятки коллегиальных летних бейсбольных лиг, все они независимы друг от друга и от любой другой бейсбольной организации, каждая из которых сильно различается по уровню талантов, от элитной Кейп-Код-лиг в Массачусетсе до лиг, которые набираются в основном из региональных колледжей. Единственная особенность, общая для всех университетских летних бейсбольных лиг, — это использование деревянных бейсбольных бит, подобных тем, которые используются в профессиональной игре; в то время как обычно в студенческом бейсболе используются металлические биты.

## Любительский бейсбол
Самыми популярными среди взрослых бейсболистов-любителей являются Мужская старшая (взрослая) бейсбольная лига (англ. Men's Senior Baseball League или англ. Men’s Adult Baseball League, MSBL/MABL) и Национальная бейсбольная ассоциация взрослых (англ. National Adult Baseball Association, NABA).
NABA — взрослая любительская бейсбольная организация со штаб-квартирой в Денвере (штат Колорадо), насчитывающая более 100 000 игроков из более чем 80 городов 32 штатов. Игроки организованы в группы по возрасту, а также по уровню опыта. Продвинутый уровень (AAA) обычно предназначен для игроков, игравших в профессиональных и студенческих командах, промежуточный уровень (AA) для игроков команд школ и колледжей, наконец, рекреационный уровень (A) для всех остальных.
MSBL/MABL — взрослая любительская бейсбольная организация со штаб-квартирой в Хантингтон (штат Нью-Йорк), насчитывающая более 45 000 игроков, объединённых в 3 200 команд и 325 местных филиалов.
Национальный бейсбольный конгресс (англ. National Baseball Congress) объединяет 17 любительских и полупрофессиональных бейсбольных лиг, действующих в США и Канаде и с 1935 года проводит ежегодный чемпионат Северной Америки среди своих членов.
Также в США существуют другие любительским бейсболом занимаются и другие организации:
- Национальная бейсбольная любительская федерация[англ.] (англ. National Amateur Baseball Federation, NABF) — основана в Луисвилле (штат Кентукки) в 1914 году и является старейшей постоянно действующей национальной любительской бейсбольной организацией в Соединённых Штатах[28]. Проводит более 50 региональных чемпионатов и восемь национальных чемпионатов различных уровнях квалификации и в возрастных группах от 9 лет[29].
- Всеамериканская любительская бейсбольная ассоциация[англ.] (англ. All-American Amateur Baseball Association, AAABA) — уже более семи десятилетий проводит традиционный турнир AAABA World Series в Джонстауне (штат Пенсильвания)[30].
- Специальная Олимпиада США[англ.] (англ. Special Olympics USA) — спортивная организация для детей и взрослых с ограниченными интеллектуальными возможностями в США. Является частью глобального движения Специальной Олимпиады. Отвечает в том числе и за проведение соревнований по бейсболу среди лиц с умственными отклонениями.
- Национальный конгресс игр штатов[англ.] (англ. National Congress of State Games) — некоммерческая спортивная ассоциация, которая является частью Олимпийского комитета США и организует Игры штатов Америки[англ.], мультиспортивное мероприятие в олимпийском стиле, в котором имеют право участвовать спортсмены, завоевавшие медали на Играх своего штата.[31]

## Детский бейсбол
В 2019 году бейсболом регулярно занимались 14,4 % детей в возрасте от 6 до 12 лет. В сезоне 2018/2019 годов в бейсбол в старших школах играло 482 740 мальчиков и 1284 девочки, приблизительно 10,6 % от общего числа мальчиков-спортсменов в старших школах. В сезоне 2019/2020 годов в старших школах бейсболом занимались 512 213 детей. Важную роль в школьном бейсболе играют Национальная федерация региональных ассоциаций средних школ (англ. National Federation of State High School Associations, NFHS) и Национальная ассоциация бейсбольных тренеров старших школ (англ. National High School Baseball Coaches Association, NHSBCA), созданная в 1991 году и представленная во всех 50 штатах.
Среди детских бейсбольных лиг самой распространённой является Детская лига бейсбола и софтбола (англ. Little League Baseball and Softball), в соревнованиях которой участвуют дети и подростки обоих полов в возрасте от 4 до 16 лет. Деятельность лиги не ограничивается только Соединёнными Штатами, Лига представлена в 6500 сообществ в более чем 80 странах мира. В 2008 году в США и других странах в Детской бейсбольной лиге участвовало около 2,6 миллиона мальчиков и девочек, из них около 400 000 были зарегистрированы в лигах софтбола.
- Американский любительский молодёжный бейсбольный альянс (англ. American Amateur Youth Baseball Alliance, AAYBA) — основан в 1989 году, проводит Мировую серию AAYBA, в которой участвуют более 300 команд в возрасте от 7 до 14 лет.
- «Бейсбол Американского легиона» (англ. American Legion Baseball) — 3400 команд, в которых играют 55 000 подростков в возрасте от 13 до 19 лет в 50 штатах США, а также в Канаде[39].
- «Лига Бэйб Рут[англ.]» (англ. Babe Ruth League) — международная молодёжная лига бейсбола и софтбола, названная в честь легенды американского бейсбола. Насчитывает более одного миллиона игроков в возрасте от 4 до 18 лет, объединённых в более чем 60 000 команд в более чем 11 000 лиг[40].
- «ПОНИ бейсбол и софтбол[англ.]» (англ. PONY Baseball and Softball) — объединяет более 500 000 игроков в возрасте 3-23 лет, играющих в более чем 4 000 лигах в США и более чем в 40 странах мира. PONY — это аббревиатура от Protect Our Nation’s Youth (в переводе с англ. — «Защити молодежь нашей страны»)[41].
- Осенние лиги Sam Bat (англ. Sam Bat Fall League Baseball) призваны помочь игрокам от 12 до 18 лет развить свои навыки. Лиги спонсирует канадска якомпания Sam Bat, производящая бейсбольные биты.
- «Бейсбол USSSA[англ.]» с 2004 года проводит свою Мировую серию для бейсболистов в возрасте от 8 до 14 лет.
- Американский конгресс любителей бейсбола[англ.] (англ. American Amateur Baseball Congress, AABC) предназначен для обеспечения прогрессивной и непрерывной организованной конкуренции от детей 6 лет до совершеннолетней молодёжи. В соревнованиях AABC участвуют более 240 000 игроков из 42 штатов, а также Пуэрто-Рико и Канады[42].

С 2008 года в Мемфисе проводят Национальный молодёжный чемпионат по бейсболу в двух дивизионах (до 10 и до 12 лет), в котором участвует лучшие команды восьми молодёжных бейсбольных организаций (Американский конгресс любителей бейсбола, Любительский спортивный союз США, Лига Бейб Рут Бейсбол, Молодёжный бейсбол Дикси, Национальная федерация любительского бейсбола, «ПОНИ бейсбол», Суперсерия бейсбола Америки и Ассоциация специальных видов спорта США).

## Национальные сборные
Сборные США по бейсболу представляют страну на международных соревнованиях по бейсболу. В настоящее время мужская команда занимает 4-е место в мире по версии Всемирной конфедерации бейсбола и софтбола. За свою историю мужская сборная США по бейсболу по разу выиграла олимпийский бейсбольный турнир (2000) и Мировую классику бейсбола (2017), четыре раза становилась чемпионом мира (1973, 1974, 2007, 2009), дважды завоёвывала Межконтинентальный кубок (1975, 1981), один раз победила на бейсбольном турнире Панамериканских игр (1967).
Женская сборная США по бейсболу дважды становилась чемпионом мира (2004, 2006), один раз победила на Панамериканских играх (2015).
В США также есть студенческая национальная команда по бейсболу, в которую входят 22 лучших игрока студенческих бейсбольных команд страны. Команда участвует в показательных играх в США и за границей с командами со всего мира, выиграв в 2009 году турнир World Baseball Challenge в Канаде, победив в финале сборную Германии со счетом 8:1.
Также имеются национальные бейсбольные команды для игроков от 16 до 18, 13—15 и 12 лет.

## Популярность
В XXI веке популярность бейсбола в США снижается. Если в 2002 году 9 млн американцев в возрасте от 7 до 17 лет играли в бейсбол, то к 2013 году их число упало более чем на 41 %, до 5,3 млн человек. В 2008 году бейсболом регулярно занимались 16,5 % детей в возрасте от 6 до 12 лет, к 2019 году их доля упала до 14,4 %.
С 2012 года падает посещаемость матчей Главной лиги бейсбола, так, в 2018 году впервые за 15 лет общая посещаемость упала ниже 70 млн человек, продолжив снижение в 2019 году. По итогам 2019 года средняя посещаемость Главной лиги бейсбола впервые с 2003 года была ниже 30 000 человек на игру. Опрос Gallup, проведённый в 2017 году, показал, что только 9 % американцев назвали бейсбол своим любимым видом спорта. Это самый низкий показатель с тех пор, как Gallup начал задавать этот вопрос в 1937 году. Согласно опросам Gallup бейсбол, который с 1937 и до середины 1960-х был самым популярным видом спорта в США, в 2017 году оказался лишь на третьем месте по популярности, уступив не только американскому футболу, но и баскетболу. Происходит старение бейсбольной аудитории, по данным MarketWatch средний возраст зрителя бейсбольных матчей увеличился с 52 лет в 2006 году до 57 лет в 2017 году, так что телевизионная аудитория MLB является старейшей среди профессиональных лиг США.